# Tadeusz Gąsiorek
Tadeusz Gąsiorek (ur. 10 czerwca 1939 w Ossali, zm. 2 sierpnia 2014 w Tarnobrzegu) – polski ślusarz, poseł na Sejm PRL VI i VII kadencji.

## Życiorys
Syn Ludwika i Marianny. Uzyskał wykształcenie zasadnicze zawodowe. W 1965 podjął pracę w Kopalni Siarki w Machowie. W 1966 wstąpił do Polskiej Zjednoczonej Partii Robotniczej. W 1968 objął w niej funkcje I sekretarza oddziałowej organizacji partyjnej i członka komitetu zakładowego Kopalni Machów, a w 1970 zasiadł w Komitecie Zakładowym PZPR Kombinatu „Siarkopol”. Następnie został członkiem Komitetu Powiatowego w Tarnobrzegu. Był delegatem na VI zjazd PZPR, na którym wszedł w skład Centralnej Komisji Rewizyjnej. W 1972 i 1976 uzyskiwał mandat posła na Sejm PRL w okręgu Tarnobrzeg. Przez dwie kadencje zasiadał w Komisji Górnictwa, Energetyki i Chemii. W trakcie VII kadencji ponadto zasiadał w Komisji Nauki i Postępu Technicznego.

## Odznaczenia
- Srebrny Krzyż Zasługi
- Brązowy Krzyż Zasługi
- Medal 30-lecia Polski Ludowej
- Wpis do „Księgi zasłużonych dla województwa tarnobrzeskiego” (1978)[2]